# Ribeiro de São Mamede
O ribeiro de São Mamede é um ribeiro de Portugal afluente do Rio Vez.
Pertence à bacia hidrográfica do rio Lima e à região hidrográfica do Minho e Lima.
Tem um comprimento aproximado de 5,8 km e uma área de bacia de aproximadamente 13,0 km².